# クレージング

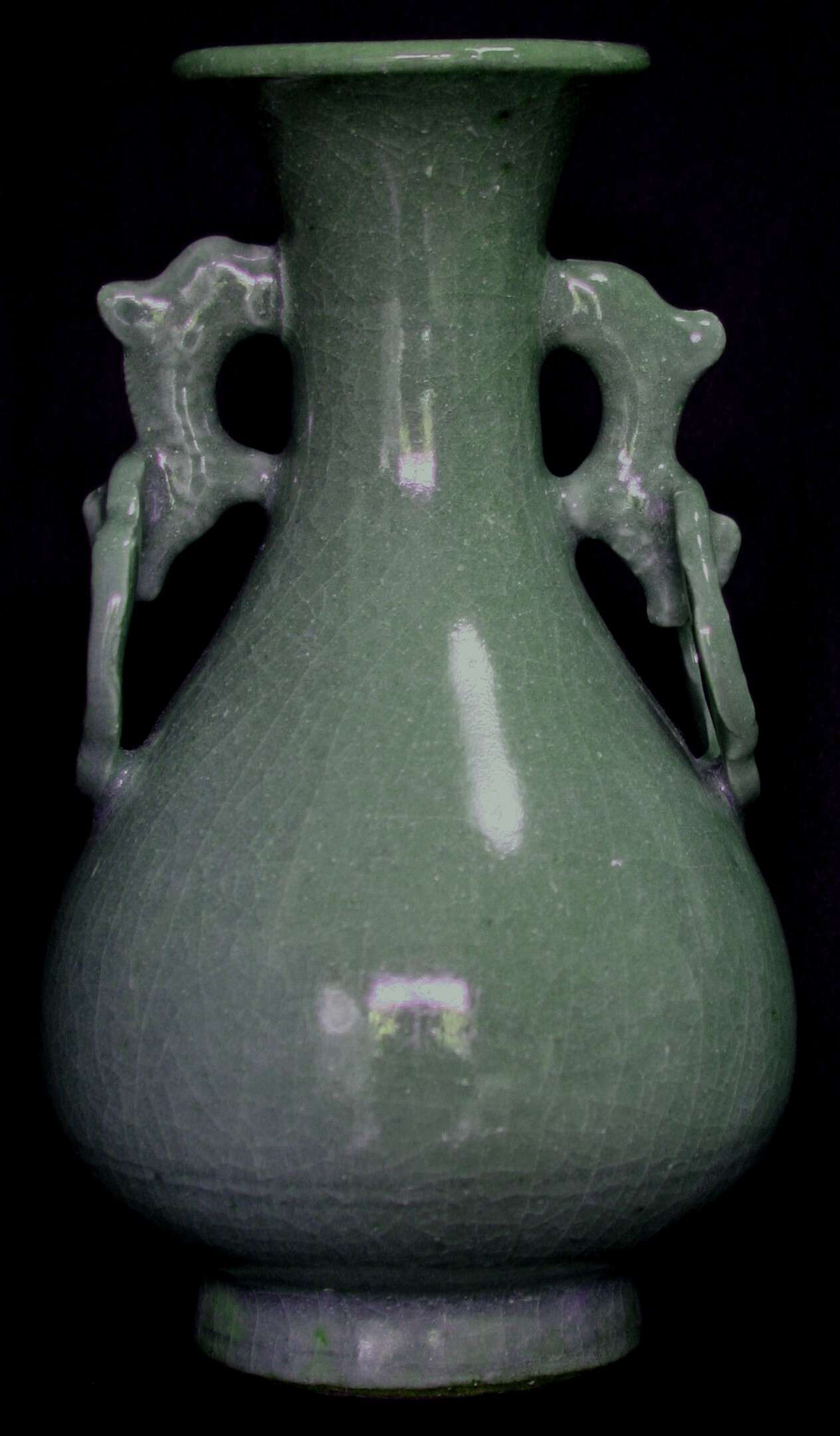
表面の釉掛けにひびの入った宋の青磁製の壺

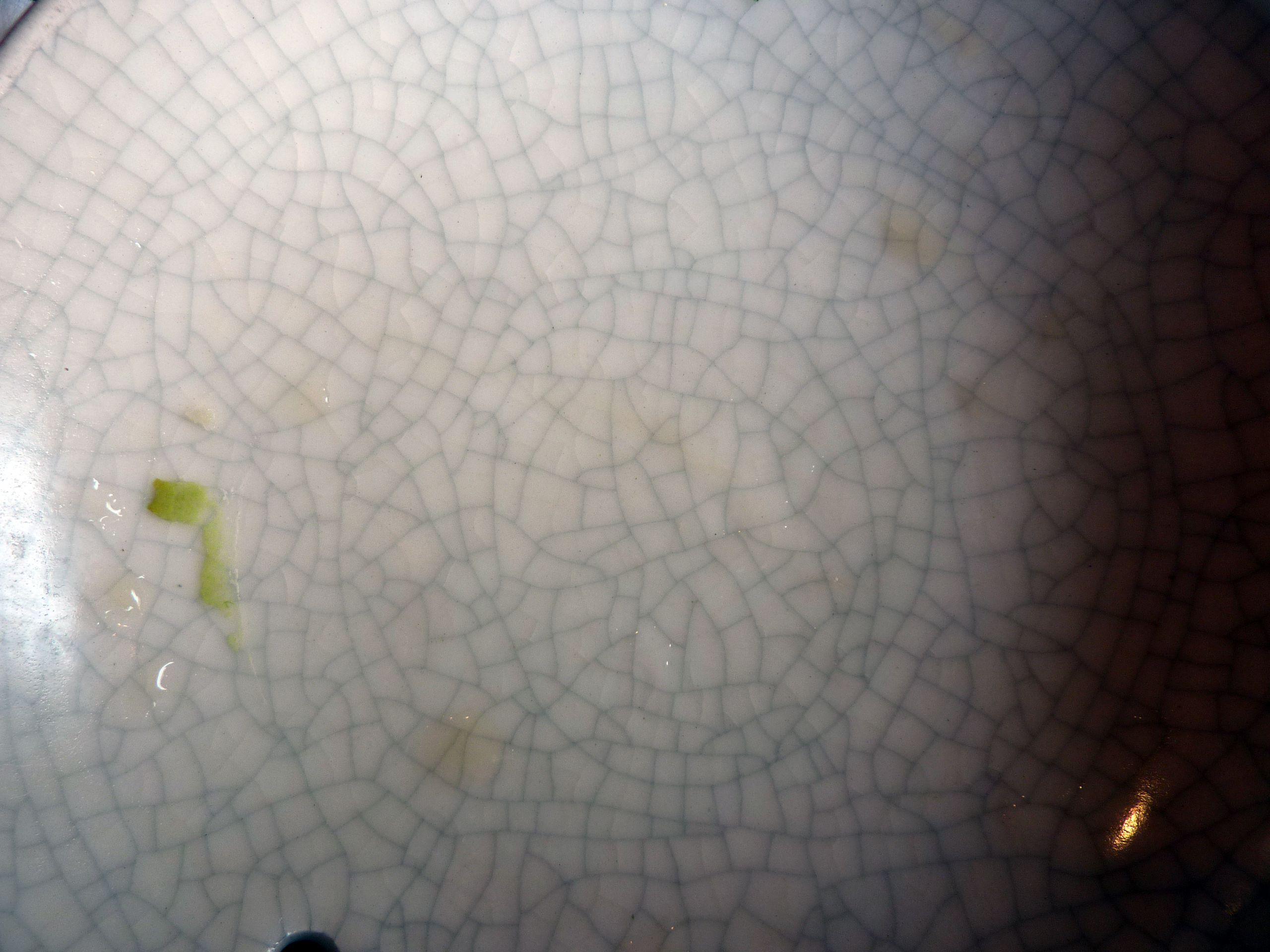
陶器のクレージング

クレージング（英語: crazing）とは、塗膜や合成樹脂などの部品の表面が日光などにより酸化され、微細なひび割れを発生した状態をいう。